# إنديانابوليس 500 سنة 1952
سباق إنديانا بوليس -500 ميل 1952 أقيم في حلبة إنديانابوليس موتور سبيدواي في 30 مايو 1952 وفاز في السباق تروي روتمان من فريق جي سي اقجانيان بمتوسط سرعة 128.922 ميل/س (207.480 كم/س).
وكان أول المنطلقين فريد أغاباشيان بسرعة 138.010 ميل/س (222.106 كم/س).